# Scott Colomby
Scott Colomby (Brooklyn, 19 settembre 1952) è un attore statunitense, noto soprattutto per aver interpretato il ruolo di Brian Schwartz in Porky's - Questi pazzi pazzi porcelloni! e nei suoi due sequel.

## Biografia
Nato a Brooklyn, New York, incomincia a lavorare come attore in diverse serie televisive, raggiungendo la notorietà recitando nella trilogia di Porky's. Dal 1990 ha diradato le sue presenze ed è diventato cofondatore della compagnia teatrale "Big Elvin & The Professors' Blues Theater".

## Filmografia parziale

### Cinema
- Palla da golf (Caddyshack), regia di Harold Ramis (1980)
- Porky's - Questi pazzi pazzi porcelloni! (Porky's), regia di Bob Clark (1981)
- Porky's II - Il giorno dopo (Porky's II: The Next Day), regia di Bob Clark (1983)
- Porky's III - La rivincita! (Porky's Revenge), regia di James Komack (1985)
- Timemaster (Timemaster), regia di James Glickenhaus (1995)
- Lolita - I peccati di Hollywood (Quiet Days in Hollywood), regia di Josef Rusnak (1997)
- Soluzione estrema (Desperate Measures), regia di Barbet Schroeder (1998)
- Jack Frost, regia di Troy Miller (1998)

### Televisione
- Szysznyk (1977-1978)
- Charlie's Angels - serie TV, episodio 2x11 (1977)
- Giorno per giorno (One Day at a Time) (1977-1978)
- RoboCop – serie TV, 1 episodio (1994)

## Doppiatori italiani
Nelle versioni in italiano delle opere in cui ha recitato, Scott Colomby è stato doppiato da:
- Sandro Acerbo in Charlie's Angels
- Fabio Boccanera in Porky's III - La rivincita
- Massimo Lodolo in RoboCop
- Paolo Vivio in Lolita - I peccati di Hollywood